# Stronzio-90
Lo stronzio-90, (⁹⁰Sr), è un isotopo radioattivo dello stronzio prodotto dalla fissione nucleare dell'uranio, avente un'emivita radioattiva di 28,8 anni. Va incontro a decadimento β− trasformandosi in ittrio-90 (90Y), con un'energia di decadimento di 0,546 MeV. Lo stronzio-90 ha applicazioni in medicina e nell'industria ed è un isotopo da monitorare nel fallout nucleare prodotto dalle esplosioni nucleari e dagli incidenti nucleari.

## Radioattività
Lo stronzio naturale è un metallo alcalino terroso non radioattivo e non tossico, ma 90Sr è un radioelemento pericoloso che va incontro a decadimento β− con un'emivita radioattiva di 28,79 anni, e un'energia di decadimento di 0,546 MeV distribuita verso un elettrone, un antineutrino, e l'isotopo dell'ittrio 90Y, che a sua volta va incontro a decadimento β− con un'emivita di 64 ore ed energia di decadimento di 2,28 MeV distribuita verso un elettrone, un antineutrino, e l'isotopo 90Zr (zirconio), che è stabile. Da segnalare che il 90Sr/Y è una sorgente quasi pura di particelle beta; l'emissione di fotoni gamma dal decadimento del 90Y è così rara che in genere normalmente può essere ignorata.

## Prodotti di fissione
Lo 90Sr è un prodotto della fissione nucleare. È presente in quantità significative nel combustibile nucleare esaurito, nelle scorie prodotte nei reattori nucleari e nel fallout dai test nucleari. Per la fissione da neutroni termici adottata nei reattori presenti nelle odierne centrali nucleari, la quota di prodotti da fissione dell'235U è 5,8%, dall'233U 6,8%, e dal 239Pu soltanto 2,1%.

## Effetti biologici

### Attività biologica
Lo stronzio-90 è un "minerale osteogenico" che esibisce un comportamento biochimico simile a quello del calcio, il precedente elemento del secondo gruppo. Dopo l'ingresso nell'organismo, per lo più per ingestione con cibi o acqua contaminata, circa il 70-80% della dose assunta viene escreta. Virtualmente, tutta la quantità rimanente dello stronzio-90 ingerito viene depositato nelle ossa e nel midollo osseo, con l'eccezione di 1% della quantità iniziale che si distribuisce nel sangue e nei tessuti molli. La sua presenza nelle ossa può provocare osteosarcomi, tumori nei tessuti viciniori, e leucemie. L'esposizione allo 90Sr può essere rilevata con varie modalità di bioassay, ma più comunemente dall'analisi delle urine. Lo stronzio-90 è probabilmente il componente più pericoloso del fallout radioattivo da armi nucleari.
L'emivita biologica dello stronzio-90 nell'essere umano è stata riscontrata con grande variabilità, con rapporti che indicano da 14 a 600 giorni, 1000 giorni, 18 anni, 30 anni fino al limite superiore di 49 anni. L'amplissima variabilità delle emivite nel corpo che sono state pubblicate sono spiegate dal complesso metabolismo e catabolismo all'interno del corpo (può essere spiazzato da alte dosi di calcio e/o magnesio), ma facendo una media di tutte le vie di escrezione (emuntori), l'emivita biologica è di circa 18 anni.
Assieme agli isotopi del cesio 134Cs, 137Cs, e all'isotopo dello iodio 131I è stato uno tra i più abbondanti isotopi e con il maggiore impatto sulla salute in seguito al disastro di Černobyl'.
Dal momento che lo stronzio ha una certa affinità al recettore per il calcio delle cellule della paratiroide che è paragonabile a quella del calcio, l'aumento di rischio per i liquidatori del reattore nucleare di Černobyl', che erano affetti da iperparatiroidismo primario potrebbe essere spiegato dal legame con lo stronzio-90.

### Applicazioni mediche
Lo 90Sr ha un utilizzo estensivo in medicina come sorgente radioattiva per la radioterapia superficiale di alcuni tumori. Quantità controllate di 90Sr e 89Sr possono essere utilizzate nella terapia dell'osteosarcoma. Viene utilizzato come tracciante radioattivo nella medicina e nell'agricoltura.

### 90Sr nel fallout radioattivo
Lo stronzio-90 non è così abbondante come il cesio-137, nei fumi degli incidenti ai reattori nucleari, dal momento che per l'alto punto di fusione è meno volatile, ma è probabilmente il componente più pericoloso del fallout radioattivo prodotto dall'esplosione di armi nucleari (si raggiungono milioni di gradi Celsius).
Uno studio su centinaia di migliaia di denti decidui, raccolti dal Dr. Louise Reiss e i suoi colleghi come parte del "Baby Tooth Survey", riscontrò un grande incremento nei livelli di 90Sr negli anni 1950 e nei primi anni 1960. I risultati dello studio finale mostravano che i bambini nati nel 1963 avevano livelli di 90Sr nei loro denti decidui che erano 50 volte maggiori rispetto a quello dei nati nel 1950, prima dell'inizio dei test nucleari su larga scala in Arizona, nel Nuovo Messico e nell'Atollo di Bikini. Alcuni commentatori di questo studio affermarono che probabilmente il fallout da 90Sr avrebbe causato un aumento nella percentuale di malattie nelle ossa.
Un riassunto dei riscontri iniziali di questo studio venne fatto leggere al presidente John Fitzgerald Kennedy nel 1961. Questo probabilmente contribuì a convincerlo della necessità di firmare nel 1963 il Partial Test Ban Treaty assieme al Regno Unito e all'Unione Sovietica, ponendo fine ai test nucleari nell'atmosfera e sotto i mari, ovvero ai più inquinanti per le maggiori quantità di fallout nucleare rilasciate.

## Applicazioni industriali e aerospaziali
Lo 90Sr ha utilizzi nell'industria come una sorgente radioattiva per apparecchi di rilevamento dello spessore.

### Sorgente di calore per RTG
Il decadimento radioattivo dello stronzio-90 genera quantità significative di calore (0,921 W/g) dall'isotopo puro o circa 0,536 W/g dal composto, ed è meno costoso rispetto al 238Pu. È utilizzato come sorgente energetica nei generatori termolettrici di costruzione russo/sovietica, nella forma di fluoruro di stronzio. È stato utilizzato anche negli RTG della serie "Sentinel" statunitense sotto forma di titanato di stronzio.

### Pericolo di dispersione e riciclo nei metalli
Il mescolamento accidentale di sorgenti radioattive contenenti stronzio con i rottami metallici può condurre alla produzione di acciaio radioattivo. La discarica di generatori termoelettrici a radioisotopi è una delle maggiori fonti di contaminazione da 90Sr nei territori che appartenevano all'Unione Sovietica.

## Applicazioni nella fantasia
Lo Stronzio-90 è un ingrediente della Nuka Cola Quantum, un oggetto collezionabile in Fallout 3, Fallout 4 e Fallout 76. Secondo la storia del gioco, una piccola quantità di tale isotopo avrebbe minimi effetti sull'organismo eccetto quello di rendere fosforescente l'urina del consumatore. Nello specifico, l'isotopo era utilizzato per dare il caratteristico colore azzurro fosforescente alla bevanda che aveva "il doppio delle calorie, il doppio di anidride carbonica, il doppio della caffeina e il doppio del gusto" rispetto ad una Nuka Cola standard.